# Denis Totošković
Denis Totošković (Lubiana, 18 novembre 1987) è un giocatore di calcio a 5 sloveno.

## Carriera
Totošković ha debuttato il 25 ottobre 2014 nella nazionale slovena durante l'amichevole vinta per 4-0 contro la Grecia. Nella medesima partita ha realizzato, inoltre, la sua prima rete in nazionale. Il 13 gennaio 2022 viene incluso nella lista definitiva dei convocati per il campionato europeo 2022.